# 가상 기업
가상 기업(virtual enterprise)는 공동 작업 네트워크를 이용해 인력, 자금, 아이디어를 교류하며, 전통적인 조직의 경계나 물리적 위치에 제약을 받지 않으면서 제품과 서비스를 창출하는 기업이다.
가상 기업은 사람과 자산, 아이디어를 연결하는 데 네트워크를 이용한다. 네트워크를 통해 인적, 자산, 아이디어, 외부기업과의 소통창구로 사용하고 제품의 생산, 유통, 서비스를 제공한다. 전통적인 조직 경계나 물리적 위치에 제약 받지 않고 새로운 제품과 서비스를 창출하고 유통하기 위해 다른 기업들과 제휴할 수 있다. 더 싸게 획득할 수 있는 제품, 서비스, 능력을 외부회사에서 발견하거나 빠르게 움직여 시장기회를 활용해야 하거나, 자사의 시간이나, 자원이 부족할 경우 유용하다.

## 특징
핵심능력을 서로 제공하는 가상기업의 특징을 살펴보면 다음과 같다.
1. 비용의 분담
2. 기술의 분담
3. 글로벌 마켓의 지향
4. 틈새시장의 창출
5. 글로벌 정보 인프라 사용
6. 전자거래
7. 단사이클의 신속한 처리
8. 최상의 조직을 구성할 수 있으나 잠정적임